# NGC 4642
NGC 4642 est une galaxie spirale située dans la constellation de la Vierge. Sa vitesse par rapport au fond diffus cosmologique est de 2 984 ± 24 km/s, ce qui correspond à une distance de Hubble de 44,0 ± 3,1 Mpc (∼144 millions d'al). NGC 4642 a été découverte par l'astronome germano-britannique William Herschel en 1786.
On ne s'entend pas sur la classification de cette galaxie : spirale ordinaire pour le professeur Seligman et pour Wolfgang Steinicke», spirale intermédiaire pour la base de données NASA/IPAC et spirale barrée pour la base de données HyperLeda. On ne voit pas vraiment de barre sur l'image du relevé SDSS et la classification de spirale ordinaire semble mieux convenir, à moins qu'une barre ne soit visible sur d'autres images prises en dehors du spectre visible.
La classe de luminosité de NGC 4642 est II-III et elle présente une large raie HI.
À ce jour, une douzaine de mesures non basées sur le décalage vers le rouge (redshift) donnent une distance de 41,663 ± 3,242 Mpc (∼136 millions d'al), ce qui est à l'intérieur des valeurs de la distance de Hubble.